# Hayama
Hayama (葉山町, Hayama-machi) est un bourg du district de Miura, dans la préfecture de Kanagawa, au Japon.

## Géographie

### Démographie
Au 1er novembre 2013, la population de Hayama s'élevait à 32 587 habitants répartis sur une superficie de 17,06 km2.

## Patrimoine culturel
Le bourg de Hayama abrite la villa impériale de Hayama, une résidence servant de retraite hivernale à la famille impériale du Japon.